# 聖地亞哥·希拉爾多
聖地亞哥·希拉爾多（Santiago Giraldo，1987年11月27日—）是一位哥倫比亞職業網球運動員，2006年轉職業。他曾参加2012年夏季奥林匹克运动会，结果单打项目在第二轮被比利时选手史提夫·達爾西斯淘汰，双打项目在第一轮被淘汰。

## 外部連結
- （西班牙文） （英文） Santi Giraldo （页面存档备份，存于）
- 聖地亞哥·希拉爾多（英文/西班牙文）的官方資料
- 聖地亞哥·希拉爾多的國際網球總會 職業／青少年 官方資料（英文）
- 聖地亞哥·希拉爾多的官方資料（英文）